# Transdisziplinarität
Transdisziplinarität bezeichnet im deutschen Sprachraum zumeist ein Prinzip integrativer Forschung. Diese Bezeichnung steht im Gegensatz zur Auffassung von Transdisziplinarität als einem universellen theoretischen Einheitsprinzip.

## Geschichte
Transdisziplinarität ist eine Wortneuschöpfung zu Beginn des 21. Jahrhunderts; der Begriff taucht erstmals 1970 im Rahmen einer OECD-Konferenz auf und bezeichnet ein kooperatives Verständnis von Forschung, an der neben Universitäten und Forschungseinrichtungen auch Akteure aus Zivilgesellschaft, Politik, Kultur und Wirtschaft an der Problembearbeitung beteiligt sind. Etymologisch geht der Begriff auf das lateinische Präfix trans (hindurch, hinüber, dahinter, quer) und den lateinischen Wortstamm disciplina (Lehre, Zucht, Schule, Ordnung) zurück.

## Transdisziplinäre Forschung
Zunehmend erfordern lebensweltliche Probleme eine transdisziplinäre Forschung. Diese Forderung gilt insbesondere, wenn das vorhandene Wissen unsicher ist, wenn umstritten ist, worin die Probleme genau bestehen, und wenn für die direkt oder indirekt Involvierten oder Betroffenen viel auf dem Spiel steht. In einer solchen Situation, wie sie beispielsweise in der Nachhaltigkeitsforschung regelmäßig auftritt, besteht die Herausforderung darin, zunächst die relevanten Probleme zu identifizieren und adäquate Forschungsfragen zu formulieren.
Transdisziplinarität als Prinzip integrativer Forschung ist ein methodisches Vorgehen, das wissenschaftliches Wissen mit weiteren Wissensressourcen wie Erfahrungswissen, Praxiswissen, Körperwissen und Performativem Wissen verbindet. Transdisziplinarität setzt damit eine Pluralität von Wissensressourcen, Akteuren der Wissensproduktion und Partizipationschancen voraus. Innerhalb dieses Verständnisses geht eine transdisziplinäre Forschung von gesellschaftlichen Problemstellungen aus, nicht jedoch von solchen Fragen, die ausschließlich wissenschaftsinternen Diskursen entspringen. So impliziere Transdisziplinarität auch die übergreifende Kritik und Reflexion wissenschaftlichen Arbeitens (z. B. durch Nichtwissenschaftler). Ein anderer Gesichtspunkt für das Verständnis von Transdisziplinarität ist der Umfang der Integration der beteiligten Disziplinen und Fachgebiete, der oftmals als Unterscheidungsmerkmal zwischen Trans-, Inter- und Multidisziplinarität dient. Die unterschiedlichen und zum Teil miteinander unvereinbaren Begriffsverwendungen zeigen, dass dem Begriff Transdisziplinarität eine einheitliche Definition fehlt.
Forschungsrelevante Fragestellungen betreffen erstens empirische Prozesse, welche zur bestehenden Lage geführt haben und die künftige Entwicklung beeinflussen können (Systemwissen). Zweitens gehören dazu Fragestellungen, die Argumente für und gegen Ziele zum Gegenstand haben (Zielwissen). Drittens sind Fragestellungen relevant, welche sich damit befassen, inwiefern die bestehenden Verhältnisse im Sinne der Ziele veränderbar sind (Transformationswissen).
Zu den Anforderungen an ein transdisziplinäres Vorgehen gehört es, Probleme in ihrer jeweiligen Komplexität zu erfassen. Dabei sind vielfältige Sichtweisen in der Wissenschaft sowie in der Wissensgesellschaft angemessen zu berücksichtigen. Außerdem sollte abstrahierende Wissenschaft und fallspezifisch relevantes Wissen mit dem Ziel verbunden werden, eine am Gemeinwohl orientierte Lösung der Probleme zu erarbeiten.
Der transdisziplinäre Forschungsprozess wird zumeist in drei Phasen untergliedert:
1. Problemidentifikation und Problemstrukturierung
2. Problembearbeitung
3. In-Wert-Setzung bzw. transdisziplinäre Integration.

Wird bei der Bearbeitung das Problem in Teilfragestellungen untergliedert, so erfolgt deren Bearbeitung idealerweise in engem wechselseitigem Bezug aufeinander. Während in der disziplinären Forschung die Phase der Problembearbeitung im Vordergrund steht, kommt in der transdisziplinären Forschung im Prinzip allen drei Phasen dieselbe Bedeutung zu. Die drei Phasen sind nicht zwingend in der angegebenen Reihenfolge zu durchlaufen:
Die Problemidentifikation und Problemstrukturierung der 1. Phase können zum Ergebnis führen, dass die verbleibende Zeit weiter dieser Aufgabe zu widmen ist. Diese 1. Phase kann einen konkreten Untersuchungsbedarf aufzeigen, der disziplinär, transdisziplinär oder in angewandter Forschung zu bearbeiten ist. Es kann sich aber bereits herausstellen, dass das Problem im Grunde verstanden ist und es primär um die In-Wert-Setzung bzw. Verbreitung des vorliegenden Wissens geht (3. Phase).

## Transdisziplinäre Projekte
Typisch für transdisziplinäre Projekte sind das Überschreiten von Disziplingrenzen sowie ein Zusammenspiel von gesellschaftlich-politischen und wissenschaftlich-analytischen Entscheidungs- bzw. Problemlösungsprozessen. Dieses Zusammenspiel wird unterschiedlich verstanden: Einerseits wird ein Auflösen der Grenzen von Wissenschaft und Praxis postuliert. Andererseits wird das Zusammenspiel im Sinne eines klassischen Input-Output-Verständnisses zweier weitgehend getrennter Bereiche diskutiert. Hierzu zählt auch eine aushandlungsbasierte Kopplung von Wissenschaft und Politik (boundary work) an den Schnittstellen zwischen Wissens-, Wert- und Handlungsfeldern.
Für das Problem der Integration heterogener (wissenschaftlicher und praktischer) Wissensformen bei Projektbeginn und bei Projektende arbeitet der Soziologe Thomas Jahn mit dem Bild zweier unabhängiger, im Zentrum aber eng miteinander verflochtener Prozesse. Dieses Verständnis trifft sich auch mit den Ideen eines „mutual learning“ (gegenseitiger Lernprozess von Wissenschaft und Praxis) im Rahmen eines transdisziplinären Projektes. Bei diesem Verständnis von Transdisziplinarität behält die gesellschaftliche Funktionsteilung von Wissenschaft bzw. Staat oder Wirtschaft ihre Relevanz: Die Grenzen werden aber im Rahmen eines gemeinsam verantworteten Projektes vorübergehend gelockert – ein intensiver Austausch wird ermöglicht.
Transdisziplinarität kann nur dann entstehen, wenn die an einem Projekt beteiligten Fachpersonen in einem offenen und transparenten Dialog interagieren. In der Interaktion sind individuelle Sichtweisen der Konstruktion der Wirklichkeit zu relativieren. Transdisziplinäre Arbeitssituationen erfordern unter anderem wegen der Informationsfülle und des jeweiligen Fachjargons eine hohe Präsenz aller beteiligter Personen. Es bedarf des Einsatzes von Moderatoren oder von Mediatoren, um einen kritischen Dialog steuern und fördern zu können.

## Transdisziplinarität in den Künsten
Auch im Bereich der Künste wird der Begriff der Transdisziplinarität verwendet, zum einen für die Zusammenarbeit zwischen verschiedenen Kunstgattungen, zum anderen für die Verbindung künstlerischer und wissenschaftlicher Erkenntnis- und Darstellungsweisen.
Das Infragestellen und Überschreiten vorgegebener, beispielsweise disziplinärer Grenzen gehört zu den zentralen Errungenschaften der künstlerischen Moderne; intermediale Projekte oder die Hybridisierung unterschiedlicher Genres innerhalb der Künste selbst sind Beispiele dafür. Unter dem Begriff der Transdisziplinarität ergeben sich zusätzlich Kooperationsmöglichkeiten zwischen den Künsten und den Wissenschaften. Diese Kooperation ist im englischsprachigen Raum als SciArt bekannt. Ein verstärkt auftretendes Thema im Rahmen der SciArt ist der Schleimpilz Physarum polycephalum, siehe z. B. das Werk von Heather Barnett und Theresa Schubert. Aus den Kooperationen bilden sich je unterschiedliche, aber gleichrangige Formen des Wissens. In besonderer Weise wissenschaftsbezogen präsentiert sich das Werk der Weimarer Künstlerin Ursula Damm. Es ist stets gekennzeichnet durch ein elaboriertes und komplexes theoretisches Fundament.